# Herida crónica
Una herida crónica es una herida que no se cura en un conjunto ordenado de etapas y en un tiempo predecible como la mayoría de las heridas; las heridas que no sanan en tres meses a menudo se consideran crónicas. Las heridas crónicas parecen estar detenidas en una o más de las fases de la cicatrización. Por ejemplo, las heridas crónicas a menudo permanecen en la etapa inflamatoria durante demasiado tiempo. Para superar esa etapa y poner en marcha el proceso de curación, es necesario superar una serie de incidencias, como la carga bacteriana, el tejido necrótico y el balance de humedad de toda la herida. En las heridas agudas, hay un equilibrio preciso entre la producción y la degradación de moléculas como el colágeno; en las heridas crónicas, este equilibrio se pierde y la degradación también desempeña un gran rol en ella.
Las heridas crónicas quizás nunca sanen o pueden tardar años en hacerlo. Estas heridas causan a los pacientes un gran estrés emocional y físico al igual que crean una carga financiera significativa para los pacientes y todo el sistema de atención médica.
Las heridas agudas y crónicas están en los extremos opuestos de un espectro de tipos de cicatrización de heridas que progresan hacia la curación a diferentes ritmos.

## Signos y síntomas
Los pacientes con heridas crónicas a menudo informan que el dolor juega un papel dominante en sus vidas. Se recomienda que los proveedores de atención médica manejen el dolor relacionado con las heridas crónicas como una de las principales prioridades en el tratamiento de las heridas crónicas (junto con la causa). Seis de cada diez pacientes con úlcera venosa en la pierna experimentan dolor en la úlcera y se observan tendencias similares en otras heridas crónicas.
El dolor persistente (por la noche, en reposo y con actividad) es el principal problema para los pacientes con úlceras crónicas. También se identificaron las frustraciones con respecto a los analgésicos ineficaces y los planes de tratamiento que los pacientes no pueden seguir.

## Causa
Además de la mala circulación, la neuropatía y la dificultad para moverse, los factores que contribuyen a las heridas crónicas incluyen enfermedades sistémicas, la edad del paciente y las lesiones por traumas repetidos. Las enfermedades comórbidas que pueden contribuir a la formación de heridas crónicas incluyen vasculitis (inflamación de los vasos sanguíneos), supresión inmunológica, pioderma gangrenoso y enfermedades que causan isquemia. La supresión inmunitaria puede ser causada por enfermedades o medicamentos que se usan durante un período prolongado, por ejemplo, esteroides. El estrés emocional también puede afectar negativamente la curación de una herida, posiblemente elevando la presión arterial y los niveles de cortisol, lo que reduce la inmunidad.
Lo que parece ser una herida crónica también puede ser una neoplasia; por ejemplo, el tejido canceroso puede crecer hasta que la sangre no pueda alcanzar las células y el tejido se convierta en una úlcera. El cáncer, especialmente el carcinoma de células escamosas, también puede formarse como resultado de heridas crónicas, probablemente debido al daño repetitivo en los tejidos que estimula la rápida proliferación celular.
Otro factor que puede contribuir a las heridas crónicas es la vejez. La piel de las personas mayores se daña con mayor facilidad y las células más viejas no proliferan tan rápido y es posible que no tengan una respuesta adecuada al estrés en términos de regulación de la velocidad genética de proteínas relacionadas con el estrés. En las células más viejas, los genes de respuesta al estrés se expresan en exceso cuando la célula no está estresada, pero cuando lo está, la expresión de estas proteínas no se regula al alza tanto como en las células más jóvenes.
Los factores comórbidos que pueden conducir a la isquemia son especialmente propensos a contribuir a las heridas crónicas. Tales factores incluyen la fibrosis crónica, el edema, la enfermedad de células falciformes y la enfermedad arterial periférica, como la aterosclerosis.
El trauma físico repetido desempeña un papel en la formación de heridas crónicas al iniciar continuamente la respuesta inflamatoria. El trauma puede ocurrir por accidente, por ejemplo, cuando una pierna se golpea repetidamente contra el descanso de una silla de ruedas, o puede deberse a actos intencionales. Los consumidores de heroína que pierden el acceso venoso pueden recurrir a una práctica conocida como "skin popping" (en español: estallido de la piel) que consiste en inyectar la droga bajo la piel, o inyectar la droga por vía subcutánea, que es muy perjudicial para los tejidos y con frecuencia conduce a úlceras crónicas Los niños que son vistos repetidamente por una herida que no se cura a veces son víctimas de un padre con síndrome de Münchausen por poder, una enfermedad en la que el abusador puede infligir daño al niño en repetidas ocasiones para recibir atención.
El daño en la piel alrededor de la herida causado por cantidades excesivas de exudado y otros fluidos corporales puede perpetuar el estado de no curación de las heridas crónicas. La maceración de la piel, la excoriación, la piel seca, la hiperqueratosis y el eczema son problemas frecuentes que interfieren con la integridad de la piel que rodea la herida. Pueden crear una puerta de entrada para la infección, así como causar el deterioro del borde de la herida y prevenir su curación.

## Fisiopatología
Las heridas crónicas pueden afectar solo la epidermis, la dermis, o pueden afectar los tejidos hasta la fascia. Pueden formarse originalmente por heridas agudas, como la cirugía o el traumatismo accidental, o pueden formarse como resultado de una infección sistémica, una insuficiencia vascular, inmune o nerviosa, o comorbilidades como neoplasias o trastornos metabólicos. Una herida se vuelve crónica debido a que la capacidad del cuerpo para lidiar con el daño se ve sobrepasada por factores como el trauma repetido, la presión continua, la isquemia o la enfermedad.
Aunque últimamente se ha logrado mucho progreso en el estudio de las heridas crónicas, los avances en el estudio de su curación se han quedado atrás respecto de las expectativas. Esto se debe en parte a que los estudios en animales no permite la formación heridas crónicas, ya que generalmente cuando los animales tienen la piel herida, esta se contrae rápidamente, y no evolucionan a una herida crónica ni tienen enfermedades que contribuyen a ellas como la neuropatía o las enfermedades crónicas debilitantes. No obstante, los investigadores actuales ahora comprenden algunos de los principales factores que conducen a las heridas crónicas, entre los que se encuentran la isquemia, la lesión por reperfusión y la colonización bacteriana.

### Isquemia
La isquemia es un factor importante en la formación y persistencia de las heridas, especialmente cuando ocurre repetitivamente o cuando se combina con la vejez del paciente. La isquemia hace que el tejido se inflame y las células liberen factores que atraen a los neutrófilos, como las interleucinas, las quimiocinas, los leucotrienos y los factores del complemento.
Mientras luchan contra los patógenos, los neutrófilos también liberan citoquinas y enzimas inflamatorias que dañan las células. Uno de sus trabajos importantes es producir especies reactivas de oxígeno (EOR) para matar las bacterias, para las cuales usan una enzima llamada mieloperoxidasa.  Las enzimas y las EOR producidas por los neutrófilos y otros leucocitos dañan las células y evitan la proliferación celular y el cierre de heridas al dañar el ADN, los lípidos, las proteínas, la matriz extracelular y las citoquinas que aceleran la curación.  Los neutrófilos permanecen en las heridas crónicas durante más tiempo del que debieran, y contribuyen al hecho de que las heridas crónicas tengan niveles más altos de citoquinas inflamatorias y EOR. Dado que el fluido de la herida de las heridas crónicas tiene un exceso de proteasas y EOR, el propio fluido puede inhibir la cicatrización al inhibir el crecimiento celular y descomponer los factores de crecimiento y las proteínas en la MEC. Esta alteración de la respuesta de curación se considera descoordinada. Sin embargo, los mediadores solubles del sistema inmunológico (factores de crecimiento), las terapias basadas en células y terapias químicas pueden propagar la curación coordinada.
Se ha sugerido que los tres factores fundamentales que subyacen en la patogénesis de la herida crónica son los cambios celulares, los sistémicos del envejecimiento o los episodios repetidos de lesión por isquemia-reperfusión y la colonización bacteriana con la respuesta inflamatoria del huésped.

### Colonización bacteriana
Dado que a mayor cantidad de oxígeno en el entorno de la herida permite que los glóbulos blancos producen más EOR para matar las bacterias, los pacientes con una oxigenación tisular inadecuada, por ejemplo, aquellos que sufrieron hipotermia durante la cirugía, tienen un mayor riesgo de infección. La respuesta inmune del huésped a la presencia de bacterias prolonga la inflamación, retarda la curación y daña el tejido. La infección puede provocar no solo heridas crónicas sino también gangrena, amputación de la extremidad afectada e incluso la muerte del paciente. Más recientemente, se ha demostrado que las heridas crónicas generan una interacción entre la colonización bacteriana y el aumento de especies reactivas de oxígeno que conducen a la formación y producción de biofilm.
Al igual que la isquemia, la colonización bacteriana y la infección dañan el tejido al hacer que una mayor cantidad de neutrófilos entren en el sitio de la herida. En pacientes con heridas crónicas, las bacterias con resistencias a los antibióticos pueden tener más tiempo para desarrollarse. Además, los pacientes que portan cepas bacterianas resistentes a los medicamentos, como el Staphylococcus aureus resistente a la meticilina (SARM) tienen más heridas crónicas.

### Factores de crecimiento y enzimas proteolíticas
Las heridas crónicas también difieren en su constitución a las heridas agudas por ejemplo en sus enzimas proteolíticas como la elastasa. y las metalopeptidasa de matriz son más altas, mientras que sus concentraciones de factores de crecimiento como el factor de crecimiento derivado de las plaquetas y el factor de crecimiento del queratinocito son menores
Dado que los factores de crecimiento (GF) son imperativos para la cicatrización oportuna de las heridas, los niveles inadecuados de GF pueden ser un factor importante en la formación de heridas crónicas. En las heridas crónicas, se puede prevenir la formación y liberación de factores de crecimiento, los factores pueden ser secuestrados e incapaces de realizar sus funciones metabólicas, o degradarse en exceso por proteasas celulares o bacterianas.
Las heridas crónicas, como las úlceras diabéticas y venosas, también son causadas por una falla de los fibroblastos para producir proteínas MEC adecuadas y por queratinocitos para la epitelización de la herida. La expresión del gen de fibroblastos es diferente en heridas crónicas que en heridas agudas.
Aunque todas las heridas requieren un cierto nivel de elastasa y proteasas para una cicatrización adecuada, una concentración demasiado alta es perjudicial.  Los leucocitos en el área de la herida liberan elastasa, que aumenta la inflamación, destruye tejidos, proteoglicanos y colágeno, y daña los factores de crecimiento, la fibronectina y los factores que inhiben las proteasas. La albúmina de suero humano aumenta la actividad de la elastasa, que es la proteína más abundante en las heridas crónicas. Sin embargo, es especialmente improbable que las heridas crónicas con albúmina inadecuada sanen, por lo que la regulación de los niveles de esa proteína en la herida puede ser útil en el futuro para curar heridas crónicas.
El exceso de metaloproteinasas de la matriz, que son liberadas por los leucocitos, también puede causar que las heridas se vuelvan crónicas. Las metaloproteinasas de la matriz descomponen las moléculas de la MEC, los factores de crecimiento, los inhibidores de la proteasa, y por lo tanto aumentan la degradación mientras que reducen la construcción, destruyendo el delicado compromiso entre producción y degradación.

## Diagnóstico

### Infección
Si una herida crónica se vuelve más dolorosa, es una buena indicación de que está infectada. No obstante, la falta de dolor no significa que no esté infectado. Otros métodos de determinación son menos efectivos.

### Clasificación
La vasta mayoría de las heridas crónicas se pueden clasificar en tres categorías: úlceras venosas, diabéticas y úlceras por presión.  Un pequeño número de heridas que no entran en estas categorías puede deberse a causas tales como envenenamiento por radiación o isquemia.

#### Úlceras venosas y arteriales
Las úlceras venosas, que suelen aparecer en las piernas, representan aproximadamente del 70% al 90% de las heridas crónicas y principalmente afectan a los ancianos. Se cree que se deben a la hipertensión venosa causada por el mal funcionamiento de las válvulas que existen en las venas para evitar que la sangre fluya hacia atrás. La isquemia resulta de esta disfunción y, combinada con la lesión por reperfusión, causa el daño tisular que conduce a las heridas.

#### Úlceras diabéticas
Otra causa importante de heridas crónicas, es la diabetes, la cual su prevalencia va en aumento.  Los diabéticos tienen un riesgo 15% mayor de amputación que la población general debido a las úlceras crónicas. La diabetes causa neuropatía, que inhibe la nocicepción y la percepción del dolor. Por ello, es posible que los pacientes no notan inicialmente pequeñas heridas en las piernas y los pies y, por lo tanto, no logren prevenir una infección o un trauma repetitivo. Además, la diabetes causa un compromiso inmune y daño a los pequeños vasos sanguíneos, impidiendo la oxigenación adecuada de los tejidos, lo que puede causar heridas crónicas. La presión también juega un papel en la formación de úlceras diabéticas.

#### Úlceras de presión
Otro tipo importante de heridas crónicas son las úlceras por presión, que generalmente ocurren en personas con afecciones, como parálisis, que inhiben el movimiento de partes del cuerpo que suelen estar sometidas a presión como los talones, los omóplatos y el sacro. Las úlceras por presión son causadas por la isquemia que se produce cuando la presión sobre el tejido es mayor que la presión en los capilares y, por lo tanto, restringe el flujo de sangre al área. El tejido muscular, que necesita más oxígeno y nutrientes que la piel, muestra los peores efectos de la presión prolongada Al igual que en otras úlceras crónicas, la lesión por reperfusión daña el tejido.

## Tratamiento
Si bien el tratamiento de los diferentes tipos de heridas crónicas varía ligeramente, el tratamiento adecuado busca abordar los problemas que causan las heridas crónicas, incluida la isquemia, la carga bacteriana y el desequilibrio de las proteasas. Se deben evaluar los problemas de la piel cercana a la herida y su reducción debe incluirse en un plan de tratamiento propuesto. Existen varios métodos para mejorar estos problemas, incluidos el uso de antibióticos y antibacterianos, el desbridamiento, el riego, el cierre asistido por vacío, el calentamiento, la oxigenación, la cicatrización de heridas en humedad (término iniciado por George D. Winter), la eliminación del estrés mecánico y la adición de células u otros materiales para segregar o mejorar los niveles de los factores de curación.
El desafío de cualquier tratamiento es abordar la mayor cantidad posible de factores adversos de manera simultánea, de modo que cada uno de ellos reciba la misma atención y no continúe impidiendo la curación a medida que el tratamiento progresa.

### Prevención y tratamiento de infecciones
Para reducir el recuento de bacterias en las heridas, los terapeutas pueden usar antibióticos tópicos, que matan las bacterias y también pueden ayudar a mantener el entorno de la herida húmedo, que es importante para acelerar la curación de heridas crónicas. Algunos investigadores han experimentado con el uso de aceite de árbol de té, un agente antibacteriano que también tiene efectos antiinflamatorios. Los desinfectantes están contraindicados porque dañan los tejidos y retrasan la contracción de la herida. Además, se vuelven ineficaces por la materia orgánica en heridas como la sangre y el exudado y por lo tanto no son útiles en heridas abiertas.
Una mayor cantidad de exudado y tejido necrótico en una herida aumenta la probabilidad de infección al servir como un medio para el crecimiento bacteriano lejos de las defensas del huésped. Dado que las bacterias crecen en el tejido muerto, las heridas a menudo se desbridan quirúrgicamente para extirpar el tejido desvitalizado. El desbridamiento y el drenaje del líquido de la herida son una parte especialmente importante del tratamiento para las úlceras diabéticas, que pueden crear la necesidad de amputación si la infección se sale de control. La eliminación mecánica de bacterias y tejido desvitalizado también es la idea detrás de la irrigación de las heridas, que se logra mediante el lavado por pulsos.
La eliminación de tejido necrótico o desvitalizado también es el objetivo de la terapia con gusanos, que consiste en la introducción intencional larvas vivas y desinfectadas por parte de un profesional de la salud en heridas que no se curan. Las larvas disuelven solo tejido necrótico e infectado; desinfectar la herida matando bacterias; y estimular la cicatrización de heridas. Se ha demostrado que la terapia con larvas acelera el desbridamiento de las heridas necróticas y reduce la carga bacteriana de la herida, lo que lleva a una curación más temprana, reduce el olor de la herida y reduce el dolor. La combinación e interacción de estas acciones hace que los gusanos sean una herramienta extremadamente potente en el cuidado de heridas crónicas.
La terapia de heridas por presión negativa (NPWT, por sus siglas en inglés) es un tratamiento que mejora los tejidos isquémicos y elimina el líquido de la herida utilizado por las bacterias. Esta terapia, también conocida como cierre asistido por vacío, reduce la hinchazón en los tejidos, lo que aporta más sangre y nutrientes al área, al igual que la presión negativa en sí.  El tratamiento también descomprime los tejidos y altera la forma de las células, hace que expresen diferentes ARNm y proliferen y produzcan moléculas de MEC.
Los avances tecnológicos recientes produjeron enfoques novedosos, como los apósitos autoadaptativos para heridas que se basan en las propiedades de los polímeros inteligentes sensibles a los cambios en los niveles de humedad. El apósito proporciona absorción o hidratación según sea necesario en cada área independiente de la y ayuda en el proceso natural de desbridamiento autolítico. Elimina eficazmente el tejido licuado y el tejido necrótico, el biofilm bacteriano desintegrado y los componentes dañinos del exudado, que se sabe que retrasan el proceso de curación. El tratamiento también reduce la carga bacteriana mediante la evacuación efectiva y la inmovilización de microorganismos del lecho de la herida, y la subsiguiente unión química del agua disponible que es necesaria para que se repliquen. Los apósitos auto-adaptativos protegen la piel que rodea la herida de los factores extrínsecos y la infección, al igual que regulan el equilibrio de la humedad sobre la piel vulnerable que rodea la herida.

### Tratamiento de traumas y heridas dolorosas
El dolor crónico persistente asociado con las heridas que no se curan es causado por daño tisular (nociceptivo) o nervioso (neuropático) y está influenciado por los cambios en el apósito y la inflamación crónica. Las heridas crónicas tardan mucho tiempo en sanar y los pacientes pueden sufrir de heridas crónicas durante muchos años. La cicatrización de las heridas crónicas puede verse comprometida por afecciones subyacentes coexistentes, como el flujo de la válvula venosa, la enfermedad vascular periférica, el edema no controlado y la diabetes mellitus.
Si el dolor de la herida no se evalúa y documenta, se puede ignorar y/o no abordar adecuadamente. Es importante recordar que el aumento del dolor en la herida puede ser un indicador de las complicaciones de la herida que necesitan tratamiento, y por lo tanto, los médicos deben revaluar constantemente la herida, así como el dolor asociado. 
El manejo óptimo de las heridas requiere una evaluación holística. La documentación de la experiencia del paciente con el dolor es crítica y puede ir desde el uso de un diario del paciente (que debe ser dirigido por el paciente) hasta el registro del dolor por parte del profesional de la salud o del cuidador. La comunicación efectiva entre el paciente y el equipo de atención médica es fundamental para este enfoque holístico. Cuanto más frecuentemente los profesionales de la salud midan el dolor, mayor es la probabilidad de introducir o cambiar las prácticas de manejo del dolor.
En la actualidad, existen pocas opciones locales para el tratamiento del dolor persistente, mientras se manejan los niveles de exudado presentes en muchas heridas crónicas. Las propiedades importantes de estas opciones locales son que proporcionan un entorno óptimo para la cicatrización de heridas, mientras que proporcionan una baja dosis de ibuprofeno a nivel local durante el tiempo de espera.
Si el tratamiento local no proporciona una reducción adecuada del dolor, puede ser necesario que a los pacientes con heridas crónicas dolorosas se les prescriba un tratamiento sistémico adicional para el componente físico de su dolor. Los profesionales de la salud deben consultar con sus colegas prescriptores que se refieren a la escala de alivio de dolor de la OMS de opciones de tratamiento sistémico para orientación. Para cada intervención farmacológica hay posibles beneficios y eventos adversos que el médico que prescribe deberá considerar junto con el equipo que trata la herida.

### Isquemia e hipoxia
Los vasos sanguíneos se contraen en el tejido que se enfría y se dilatan en el tejido caliente, lo que altera el flujo de sangre al área. Por lo tanto, mantener los tejidos calientes es probablemente necesario para combatir tanto la infección como la isquemia. Algunos profesionales de la salud usan vendajes radiantes para mantener el área caliente, y se debe tener cuidado durante la cirugía para prevenir la hipotermia, lo que aumenta las tasas de infección posquirúrgica.
La isquemia subyacente también puede tratarse quirúrgicamente mediante revascularización arterial, por ejemplo, en úlceras diabéticas, y los pacientes con úlceras venosas pueden someterse a una cirugía para corregir la disfunción de la vena.
Los diabéticos que no son candidatos para la cirugía (y otros) también pueden aumentar la oxigenación de sus tejidos mediante la terapia de oxígeno hiperbárico, que puede proporcionar una mejora a corto plazo en la curación al mejorar el suministro de sangre oxigenada a la herida. Además de matar bacterias, un mayor contenido de oxígeno en los tejidos acelera la producción del factor de crecimiento, el crecimiento de fibroblastos y la angiogénesis. Aunque, el aumento de los niveles de oxígeno también significa un aumento de la producción de EOS. Los antioxidantes, moléculas que pueden hacer perder un electrón a los radicales libres sin volverse ellos mismos radicales libres, pueden disminuir los niveles de oxidantes en el cuerpo y se han utilizado con cierto éxito en la curación de heridas.
Se ha demostrado en varias ocasiones que la terapia con láser de bajo nivel reduce significativamente el tamaño y la gravedad de las úlceras diabéticas, así como otras úlceras por presión.
Las heridas por presión a menudo son el resultado de una isquemia local por el aumento de la presión. El aumento de la presión también desempeña un papel en muchas ulceraciones del pie diabético, ya que los cambios debidos a la enfermedad hacen que el pie sufra una movilidad articular limitada y cree puntos de presión en la parte inferior del pie. Las medidas efectivas para tratar esto incluyen un procedimiento quirúrgico llamado recesión del gastrocnemio en el cual el músculo de la pantorrilla se alarga para disminuir el fulcro creado por este músculo y como resultado una disminución en la presión del antepié plantar.

### Factores de crecimiento y hormonas
Como las heridas crónicas expresan en menor medida los factores de crecimiento necesarios para la cicatrización del tejido, la cicatrización de las heridas crónicas se puede acelerar reemplazando o estimulando esos factores y previniendo la formación excesiva de proteasas como la elastasa que las descompone.
Una forma de aumentar las concentraciones de factor de crecimiento en las heridas es aplicar directamente los factores de crecimiento. Esto generalmente se hace muchas veces y requiere grandes cantidades de estos factores, aunque se están desarrollando biomateriales que controlan el suministro de factores de crecimiento a lo largo del tiempo. Otra forma es extender sobre la herida un gel hecho de las propias plaquetas sanguíneas del paciente, que luego secretan factores de crecimiento como el factor de crecimiento endotelial vascular (VEGF), el factor de crecimiento similar a la insulina 1–2 (IGF), el PDGF, el factor de crecimiento transformante-β (TGF-β) y el factor de crecimiento epidérmico (EGF). Otros tratamientos incluyen la implantación de queratinocitos cultivados en la herida para reepitelizarla y el cultivo e implantación de fibroblastos en heridas. Algunos pacientes son tratados con sustitutos artificiales de la piel que tienen fibroblastos y queratinocitos en una matriz de colágeno para replicar la piel y liberar los factores de crecimiento.
En otros casos, la piel de los cadáveres se injerta en las heridas, lo que proporciona una cubierta para evitar la entrada de bacterias y evita la acumulación de demasiado tejido de granulación, lo que puede provocar una cicatrización excesiva. Aunque el aloinjerto (piel trasplantada de un miembro de la misma especie) es reemplazado por tejido de granulación y en realidad no está incorporado en la herida curativa, estimula la proliferación celular y proporciona una estructura para que las células epiteliales se arrastren. En las heridas crónicas más difíciles, es posible que los aloinjertos no funcionen, lo que requiere injertos de piel de otras partes del paciente, lo que puede causar dolor y mayor estrés en el sistema del paciente.
Los apósitos de colágeno son otra forma de proporcionar la matriz para la proliferación y migración celular, al mismo tiempo que mantienen la herida húmeda y absorben el exudado. Además, se ha demostrado que el colágeno es quimiotáctico para los monocitos de la sangre humana, que puede ingresar al sitio de la herida y transformarse en células beneficiosas para la cicatrización de heridas.
Dado que los niveles de inhibidores de la proteasa se reducen en las heridas crónicas, algunos investigadores están buscando formas reemplazar estos en ellos.  El Inhibidor de proteasas secretado por leucocitos (SLPI, por sus siglas en inglés), que inhibe no solo las proteasas, sino también la inflamación y microorganismos como virus, bacterias y hongos, puede resultar un tratamiento eficaz.
Investigaciones sobre hormonas y la cicatrización de heridas ha demostrado que el estrógeno acelera la cicatrización de heridas en ancianos y en animales a los que se les han extraído los ovarios, posiblemente evitando que el exceso de neutrófilos ingrese a la herida y libere elastasa. Debido a esto, el uso de estrógenos es una posibilidad futura para el tratamiento de heridas crónicas.

## Epidemiología
Las heridas crónicas afectan principalmente a personas mayores de 60 años. La incidencia es del 0,78% de la población y la prevalencia varía de 0,18 a 0,32%. A medida que la población envejece, se espera que aumente el número de heridas crónicas. Las úlceras que sanan en 12 semanas generalmente se clasifican como agudas y las de mayor duración como crónicas.

## Recursos adicionales
- Sheffield, Paul J.; Fife, Caroline E., eds. (2008). Sheffield, Paul J., ed. (2008). Wound Care Practice (2nd edición). Flagstaff, AZ: Best Publishing Company. ISBN 978-1-930536-38-8. (2.º ed.). Flagstaff, AZ: Compañía Editorial Mejor. Sheffield, Paul J., ed. (2008). Wound Care Practice (2nd edición). Flagstaff, AZ: Best Publishing Company. ISBN 978-1-930536-38-8. Sheffield, Paul J., ed. (2008). Wound Care Practice (2nd edición). Flagstaff, AZ: Best Publishing Company. ISBN 978-1-930536-38-8..(en inglés)